# 796 Sarita
796 Sarita је астероид главног астероидног појаса. Приближан пречник астероида је 44,96 ,
а средња удаљеност астероида од Сунца износи 2,637 астрономских јединица (АЈ).
Инклинација (нагиб) орбите у односу на раван еклиптике је 19,038 степени, а орбитални период износи 1564,303 дана (4,282 године). Ексцентрицитет орбите астероида износи 0,318.
Апсолутна магнитуда астероида износи 9,12 а геометријски албедо 0,196.
Астероид је откривен 15. октобра 1914. године.